# Línea 307 (Buenos Aires)
La Línea 307 es una línea de colectivos del Gran La Plata. Une el Partido de Ensenada con los de La Plata y Brandsen. Es operado por Empresa Línea Siete S.A.T., subsidiaria de  - Saes.

## Ramales[1]
- Ramal A: Calles 66 y 170 - Los Hornos - Hospital Italiano - Plaza Moreno -Plaza San Martín - Plaza Italia - Estación de ferrocarril - Camino Rivadavia y 130.
- Ramal B (Río Santiago - Cementerio): Cementerio - Los Hornos - S. Benjamín - Hospital Italiano - Plaza San Martín - Estación de ferrocarril - Camino Rivadavia - Astillero Río Santiago.
- Ramal C (Río Santiago - Cementerio): Cementerio - Los Hornos - S. Benjamín - Hospital Italiano - Plaza San Martín - Estación de ferrocarril - Calles 127 y 38 - Camino Rivadavia - Astillero Río Santiago.
- Ramal D (Arana): Estación Arana - Cementerio - Los Hornos - Hospital Italiano - Plaza Moreno - Plaza San Martín - Plaza Italia - Estación de ferrocarril - Cno. Rivadavia y 130.
- Ramal E (Olmos): Cárcel Olmos - Los Hornos - Hospital Italiano - Plaza. Moreno - Pza. San Martín - Plaza Italia - Estación de ferrocarril - Camino Rivadavia y 130.
- Ramal F (Oliden): Oliden - Ruta Provincial 36 - Los Hornos - Hospital Italiano - Pza. Moreno - Plaza San Martín - Plaza Italia - Estación de ferrocarril - Camino Rivadavia y 130.
- Ramal G (Cementerio x Circunvalación): Cementerio - Gambier - Estadio Único de La Plata - Calles 19 y 32 - Calles 7 y 32 - Camino Rivadavia - Astillero Río Santiago.